# Dubioza kolektiv
Dubioza kolektiv або просто Dubioza — боснійський музичний гурт із Зеніци, чия музика містить елементи різних стилів — реґі, даб, рок та фолк, а тексти торкаються політичних тем. 2011 року гурт отримав нагороду MTV — Найкращий гурт Адріатики.

## Учасники
Теперішні
- Алмір Хазанбеґович (Almir Hasanbegović) — вокал
- Адіс Звекіч (Adis Zvekić) — спів
- Брано Якубович (Brano Jakubović) — електроніка
- Ведран Муяґіч (Vedran Mujagić) — бас-гітара
- Армін Бушатліч (Armin Bušatlić) — гітара
- Маріо Шеварац (Mario Ševarac) — саксофон
- Сенад Шута (Senad Šuta) — ударні

Колишні
- Адіса Звекіч (Adisa Zvekić) — вокал(2004–2008)
- Алан Хайдук (Alan Hajduk) — вокал(2004–2005)
- Емір Аліч (Emir Alić) — ударні (2004–2007)

## Дискографія
- 2004 — Dubioza kolektiv
- 2004 — Open Wide (EP)
- 2006 — Dubnamite
- 2008 — Firma Ilegal
- 2010 — 5 do 12
- 2011 — Wild Wild East
- 2013 — Apsurdistan
- 2014 — Happy Machine (EP)
- 2017 —  Pjesmice za djecu i odrasle